# Ampheraster alaminos
Ampheraster alaminos är en sjöstjärneart som beskrevs av Paul O. Downey 1971. Ampheraster alaminos ingår i släktet Ampheraster och familjen Pedicellasteridae. Inga underarter finns listade i Catalogue of Life.